# Мазаев, Муса Султанович
Муса́ Султа́нович Маза́ев (род. 21 апреля 1977, Грозный, Чечено-Ингушская АССР, СССР) — российский футболист, полузащитник, нападающий.

## Карьера
Воспитанник «Терека». Профессиональную карьеру начал в 1999 году в «Дружбе». В 2001 году перешёл в «Терек» и в 2002 году стал лучшим бомбардиром Второго дивизиона, забив 26 мячей. 13 марта 2005 года дебютировал в Премьер-лиге в матче против ЦСКА (0:3). В составе грозненского клуба стал обладателем Кубка России, а также провёл 4 матча в Кубке УЕФА. В 2008 году вернулся в «Дружбу». Завершил карьеру в «Ангуште».

## Достижения
- Обладатель Кубка России: 2003/04
- Победитель Первого дивизиона: 2004
- Победитель зоны «Юг» Второго дивизиона: 2002